# Conselleria de Presidència del Govern de les Illes Balears
El conseller de Presidència del Govern de les Illes Balears és el màxim representant de la Conselleria de Presidència. L'actual consellera de Presidència, Funció Pública i Igualtat és Mercedes Garrido Rodríguez (PSIB), des del 13 de febrer de 2021.

## Competències i composició
Les competències d'aquest departament (2007) són la de coordinació de la tasca de govern, la de representació i de relació de la institució amb altres àmbits i institucions de les illes.
El departament consta de les direccions generals de Relacions Institucionals, de Relacions amb el Parlament, de Projectes i de Comunicació. És, a més, l'òrgan dependent de l'Advocacia de la Comunitat Autònoma, del BOIB, així com de l'EPRTVIB.
El departament encarregat d'aquests assumptes ha canviat de denominació diverses vegades i ha acollit altres matèries d'acció.

## Llista de Consellers
| #                                                                 | Legislatura                                      | Nom                                              | Nom                                              | Inici mandat                                     | Fi mandat                                        | Partit polític                                   | Partit polític                                   |
| Conselleria adjunta a la Presidència (1987-1991)                  | Conselleria adjunta a la Presidència (1987-1991) | Conselleria adjunta a la Presidència (1987-1991) | Conselleria adjunta a la Presidència (1987-1991) | Conselleria adjunta a la Presidència (1987-1991) | Conselleria adjunta a la Presidència (1987-1991) | Conselleria adjunta a la Presidència (1987-1991) | Conselleria adjunta a la Presidència (1987-1991) |
| ----------------------------------------------------------------- | ------------------------------------------------ | ------------------------------------------------ | ------------------------------------------------ | ------------------------------------------------ | ------------------------------------------------ | ------------------------------------------------ | ------------------------------------------------ |
| 1                                                                 | II                                               |                                                  | Francesc Gilet Girart                            | 23 de juliol de 1987                             | 21 d'abril de 1993                               |                                                  | Partit Popular de les Illes Balears              |
| Conselleria de Governació (1991-1996)                             |                                                  |                                                  |                                                  |                                                  |                                                  |                                                  |                                                  |
| 2                                                                 | III                                              |                                                  | Catalina Cirer Adrover                           | 21 d'abril de 1993                               | 20 de maig de 1996 (dimissió)                    |                                                  | Partit Popular de les Illes Balears              |
| 2                                                                 | IV                                               |                                                  | Catalina Cirer Adrover                           | 21 d'abril de 1993                               | 20 de maig de 1996 (dimissió)                    |                                                  | Partit Popular de les Illes Balears              |
| Conselleria de Funció Pública i Interior (1996)                   |                                                  |                                                  |                                                  |                                                  |                                                  |                                                  |                                                  |
| 3                                                                 | IV                                               |                                                  | Josep Antoni Berastain Díez                      | 20 de maig de 1996                               | 18 de juny de 1996                               |                                                  | Partit Popular de les Illes Balears              |
| Conselleria de Presidència (1996-2003)                            |                                                  |                                                  |                                                  |                                                  |                                                  |                                                  |                                                  |
| 4                                                                 | IV                                               |                                                  | Rosa Estaràs Ferragut                            | 18 de juny de 1996                               | 28 de juliol de 1999                             |                                                  | Partit Popular de les Illes Balears              |
| 5                                                                 | V                                                |                                                  | Antoni Garcias Coll                              | 28 de juliol de 1999                             | 1 de juliol de 2003                              |                                                  | Partit Socialista de les Illes Balears           |
| Conselleria de Presidència i Esports (2003-2007)                  |                                                  |                                                  |                                                  |                                                  |                                                  |                                                  |                                                  |
| 6                                                                 | VI                                               |                                                  | Maria Rosa Puig Oliver                           | 1 de juliol de 2003                              | 9 de juliol de 2007                              |                                                  | Partit Popular de les Illes Balears              |
| Conselleria de Presidència (2007-2019)                            |                                                  |                                                  |                                                  |                                                  |                                                  |                                                  |                                                  |
| 7                                                                 | VII                                              |                                                  | Albert Moragues Gomila                           | 9 de juliol de 2007                              | 7 de setembre de 2011                            |                                                  | Partit Socialista de les Illes Balears           |
| 8                                                                 | VIII                                             |                                                  | Antonio Gómez Pérez                              | 7 de setembre de 2011                            | 2 de juliol de 2015                              |                                                  | Partit Popular de les Illes Balears              |
| 9                                                                 | IX                                               |                                                  | Marc Pons Pons                                   | 2 de juliol de 2015                              | 6 d'abril de 2016                                |                                                  | Partit Socialista de les Illes Balears           |
| 10                                                                | IX                                               |                                                  | Pilar Costa Serra                                | 6 d'abril de 2016                                | 2 de juliol de 2019                              |                                                  | Partit Socialista de les Illes Balears           |
| Conselleria de Presidència, Cultura i Igualtat (2019-2021)        |                                                  |                                                  |                                                  |                                                  |                                                  |                                                  |                                                  |
| 10                                                                | X                                                |                                                  | Pilar Costa Serra                                | 2 de juliol de 2019                              | 13 de febrer de 2021                             |                                                  | Partit Socialista de les Illes Balears           |
| Conselleria de Presidència, Funció Pública i Igualtat (2021-2023) |                                                  |                                                  |                                                  |                                                  |                                                  |                                                  |                                                  |
| 11                                                                | X                                                |                                                  | Mercedes Garrido Rodríguez                       | 13 de febrer de 2021                             | 10 de juliol de 2023                             |                                                  | Partit Socialista de les Illes Balears           |
| Conselleria de Presidència i Administracions Públiques (2023-)    |                                                  |                                                  |                                                  |                                                  |                                                  |                                                  | Partit Socialista de les Illes Balears           |
| 12                                                                | XI                                               |                                                  | Antònia Maria Estarellas Torrens                 | 10 de juliol de 2023                             | En el càrrec                                     |                                                  | Partit Popular de les Illes Balears              |